# Gabríela Friðriksdóttir
Gabríela Friðriksdóttir (Reikiavik, 1971) es una artista escultora islandesa.

## Biografía
Fue educada, tanto en Islandia, la República Checa y en Italia. 
Además de sus obras artísticas Gabriela es conocida por su colaboración con la super estrella islandesa Björk. Ha participado en la producción artística de la caja recopiladora Family Tree de Björk a partir del año 2002, y el vídeo musical de 2005 para la canción "Where Is The Line" del álbum Medúlla .
El trabajo multimedia combinado de ambas artistas se presentó en la Bienal de Venecia de 2005.().
Su trabajo ha sido asociado con el arte neogótico